# سفارة الأرجنتين في أوكرانيا
سفارة الأرجنتين في أوكرانيا هي أرفع تمثيل دبلوماسي لدولة الأرجنتين لدى أوكرانيا. تقع السفارة في كييف وهي تهدف لتعزيز المصالح الأرجنتينية في أوكرانيا.

## وصلات خارجية
- الموقع الرسمي
- قائمة سفارات الأرجنتين
- قائمة السفارات في أوكرانيا